# Zekū
Zekuu (是空) é o terceiro álbum de estúdio da banda japonesa de rock MUCC, lançado em 3 de setembro de 2003. É seu primeiro álbum fora de uma gravadora independente, lançado pela Universal Music Japan.
Foi lançado em duas edições: a regular, com apenas o CD e a limitada com um DVD bônus.

## Recepção
Alcançou décima sétima posição nas paradas da Oricon Albums Chart e manteve-se por três semanas. "Waga, Arubeki Basho" alcançou a quadragésima posição e permaneceu por três semanas.
Em 2017 o lynch. fez um cover de "Bouzen Jishitsu" e o ROTTENGRAFFTY fez um cover de "Ranchuu" para o álbum tributo Tribute of Mucc -en-.

## Faixas[6]
| N.º            | Título                                                                               | Letras         | Música          | Duração |  |
| 1.             | "Shinsou" (心奏)                                                                     |                |                 | 2:21    |  |
| 2.             | "Bouzen Jishitsu" (茫然自失)                                                         | Miya           | Miya, Yukke     | 4:32    |  |
| 3.             | "Waga, Arubeki Basho" (我、在ルベキ場所)                                             | Miya           | Miya            | 5:20    |  |
| 4.             | "Shougyou Shisoukyou Jidai Kouseikyoku (Heisei Ver.)" (商業思想狂時代考偲曲(平成版)) | Miya           | Miya, Yukke     | 3:54    |  |
| 5.             | "Hikanshugisha ga Warau" (悲観主義者が笑う)                                          | Tatsurou       | Yukke e SATOchi | 4:32    |  |
| 6.             | "Shi Shite Katamari" (死して塊)                                                      | Tatsurou       | Miya            | 4:08    |  |
| 7.             | "Soushin no Koe" (双心の声)                                                          | Tatsurou       | Miya            | 5:03    |  |
| 8.             | "1979"                                                                               |                |                 | 3:13    |  |
| 9.             | "Nageki dori to Doukebito" (嘆き鳥と道化人)                                          | Tatsurou       | SATOchi         | 3:56    |  |
| 10.            | "Kono Sen to Sora" (この線と空)                                                      | Miya           | Miya            | 4:16    |  |
| 11.            | "Kugatsu Mikka no Kokuin" (9月3日の刻印)                                             | Miya           | Miya            | 5:19    |  |
| 12.            | "Ranchuu" (蘭鋳)                                                                     | Tatsurou       | Miya            | 3:40    |  |
| Duração total: | Duração total:                                                                       | Duração total: | Duração total:  | 50:20   |  |

## Ficha técnica
Mucc
- Tatsurō (逹瑯) - vocal
- Miya (ミヤ) - guitarra
- Yukke - baixo
- SATOchi (SATOち) - bateria

## Desempenho nas paradas
| Parada (2003)                | Posição de pico |
| ---------------------------- | --------------- |
| Japão (Oricon Singles Chart) | #17             |